# De Officiis
De Officiis (Sobre os Deveres, Sobre as Obrigações ou Sobre as Responsabilidades Morais) é um tratado escrito por Marco Túlio Cícero em 44 a.C., dividido em três livros, no qual o autor expõe sua concepção da melhor forma de viver, comportar-se e observar as obrigações morais. Publicada postumamente, a obra discute o que é honroso (Livro I), o que é vantajoso (Livro II) e o que fazer quando o honroso e o interesse próprio aparentemente entram em conflito (Livro III). Para os dois primeiros livros, Cícero baseou-se no filósofo estoico Panécio, mas escreveu de forma mais independente o terceiro livro.

## Contexto
De Officiis foi escrito entre outubro e novembro de 44 a.C., em menos de quatro semanas. Esse foi o último ano de vida de Cícero, então com 62 anos. Ele ainda estava politicamente ativo, tentando impedir que forças revolucionárias tomassem o controle da República Romana. Apesar de seus esforços, o sistema republicano não foi restaurado nem mesmo após o assassinato de César, e o próprio Cícero foi assassinado logo em seguida.

## Escrita
De Officiis é escrito na forma de uma carta a seu filho Cícero, o Jovem, que estudava filosofia em Atenas. Embora tenha essa forma epistolar, é provável que Cícero tivesse em mente um público mais amplo. O ensaio foi publicado postumamente.
Apesar de Cícero ter sido influenciado pelas escolas acadêmica, Peripatética e estoica da filosofia grega, esta obra demonstra clara influência do estoico Panécio. Panécio viveu em Roma cerca de 80 anos antes de Cícero e escreveu uma obra intitulada Sobre os Deveres (em grego: Περὶ Καθήκοντος), dividida em três partes, mas deixada inacabada. Embora Cícero utilize diversas fontes, segue de perto Panécio nos dois primeiros livros. O terceiro livro é mais independente e Cícero afirma não ter se baseado em nenhum autor anterior para esse conteúdo. Michael Grant afirma que "o próprio Cícero parece ter considerado este tratado como seu testamento espiritual e obra-prima".
Cícero incentiva seu filho Marco a seguir a natureza e a sabedoria, além da política, advertindo contra o prazer e a indolência. O ensaio utiliza-se fortemente de anedotas, mais do que outras obras do autor, e apresenta estilo mais informal e apressado. Assim como nas Sátiras de Juvenal, De Officiis refere-se com frequência a acontecimentos de sua época.

## Conteúdo

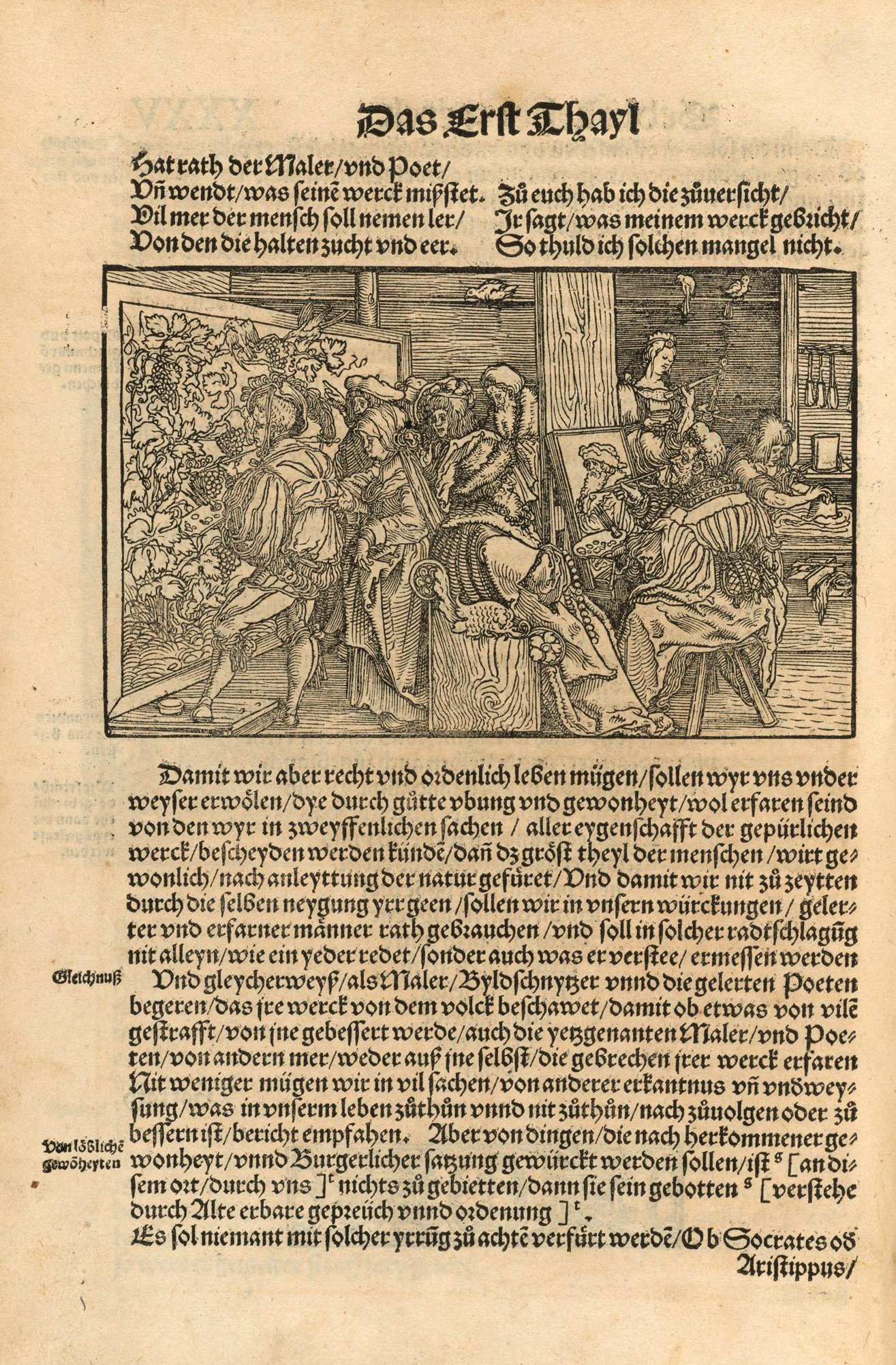
Edição alemã – 1531

De Officiis discute o que é honroso (Livro I), o que é vantajoso (Livro II), e o que fazer quando ambos entram em aparente conflito (Livro III). Cícero argumenta que, na realidade, eles são compatíveis.

### Livro I
O primeiro livro trata do que é honroso por si só. Cícero mostra como os deveres têm fundamento na honra e na virtude. Os quatro elementos da virtude são: verdade, justiça, fortaleza e decoro, e os deveres derivam da correta percepção desses.

### Livro II
Este livro amplia os deveres relacionados ao interesse privado e à melhoria da vida. Ele foca no avanço político e nos meios de obtenção de riqueza e poder. Os meios honrosos para ganhar popularidade incluem generosidade, cortesia e eloquência.

### Livro III
O terceiro livro analisa o que fazer diante de um aparente conflito entre virtude e utilidade. A verdadeira virtude nunca pode ser sacrificada em nome do interesse pessoal. Assim, nada deve ser considerado útil ou lucrativo se não for estritamente virtuoso. Cícero apresenta regras para casos de dúvida, examinando situações em que se pode buscar vantagens sem ferir a honra. Um exemplo citado é o de Marco Atílio Régulo, que, libertado pelos cartagineses para negociar paz, recomendou ao Senado Romano que rejeitasse as propostas e voltou voluntariamente a Cartago para cumprir sua palavra.

## Temas
De Officiis é frequentemente descrita como uma tentativa de definir os ideais de comportamento público. A obra critica em diversos trechos o ditador Júlio César e sua tirania. Cícero argumenta que a ausência de direitos políticos corrompe as virtudes morais e menciona uma lei natural que rege tanto os homens quanto os deuses.

## Legado
O legado de De Officiis é significativo. Apesar de não ser uma obra cristã, em 390 Ambrósio de Milão declarou legítimo seu uso pela Igreja Católica. Tornou-se uma autoridade moral durante a Idade Média. Agostinho de Hipona, Jerônimo de Estridão e principalmente Tomás de Aquino conheciam bem a obra. Cerca de 700 manuscritos medievais sobreviveram, número superado apenas por Prisciano. Após a invenção da imprensa, De Officiis foi o terceiro livro impresso, atrás apenas da Bíblia de Gutenberg e do Ars Minor de Donato.
Petrarca admirava Cícero e vários de seus escritos refletem os princípios de De Officiis. O príncipe Pedro, Duque de Coimbra traduziu a obra para o português em 1437. O humanista Erasmo de Roterdã publicou sua edição em Paris em 1501. O humanista alemão Philip Melanchthon introduziu a obra nas escolas luteranas.

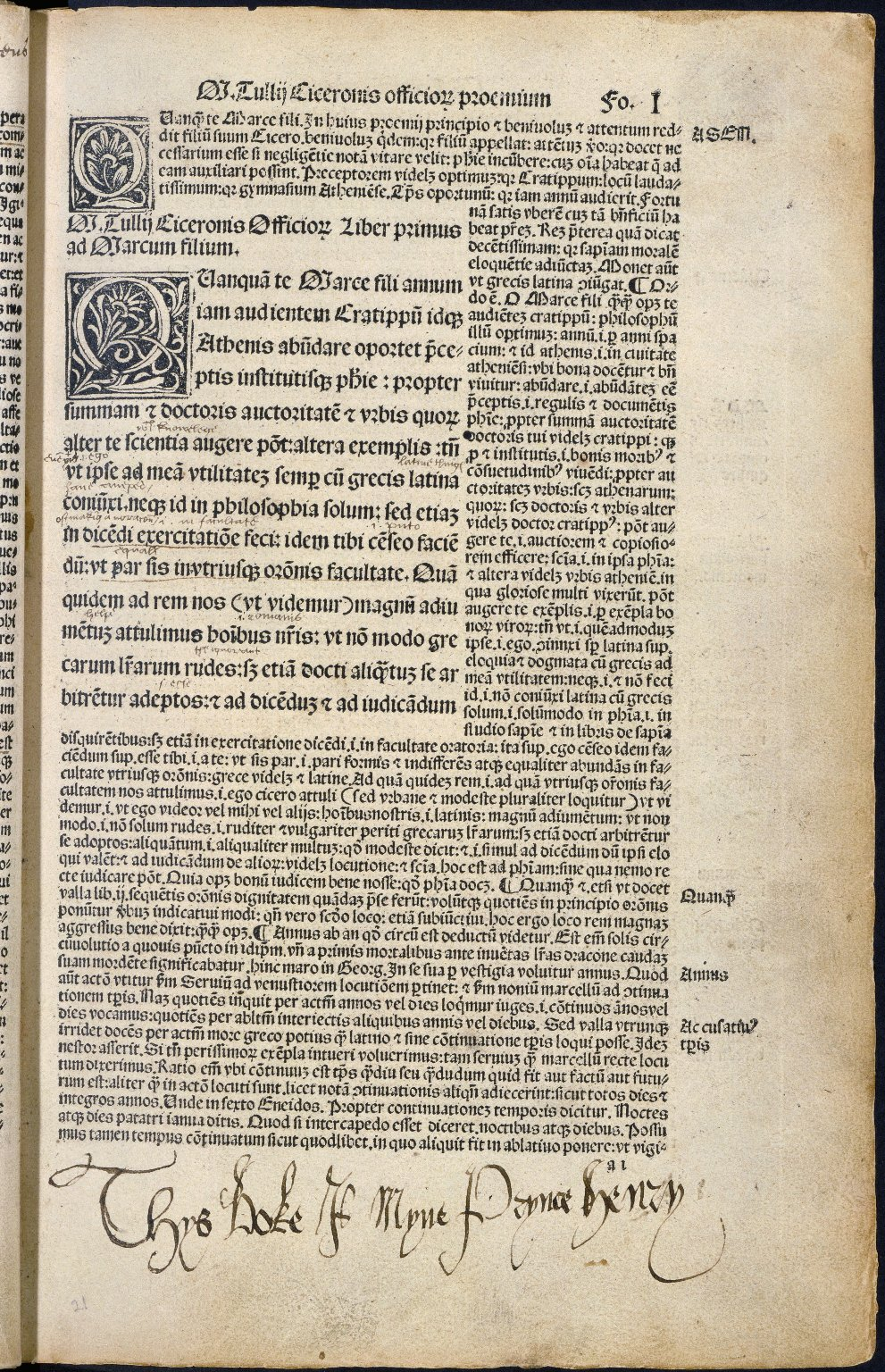
Cópia infantil de Henrique VIII de Inglaterra de De Officiis, com a inscrição "Thys boke is myne", da coleção da Folger Shakespeare Library

T. W. Baldwin afirmou que "na época de Shakespeare, De Officiis era o auge da filosofia moral". Thomas Elyot recomendava a leitura de Platão, Ética de Aristóteles e De Officiis na formação de jovens nobres.
No século XVII, era leitura obrigatória nas escolas de Westminster e Eton, e nas universidades de Cambridge e Oxford. Foi amplamente debatido por Hugo Grócio e Samuel von Pufendorf. Grócio baseou-se fortemente na obra em seu Sobre o Direito da Guerra e da Paz. Também influenciou Robert Sanderson e John Locke.
No século XVIII, Voltaire disse que "ninguém escreverá algo mais sábio". Frederico, o Grande encomendou uma nova tradução com comentários de 880 páginas, mesmo havendo outras versões em alemão desde 1756.
Em 1885, um manuscrito iluminado da obra foi roubado da Biblioteca Augusta em Perugia. O bibliotecário Adamo Rossi foi suspeito, mas inocentado. O culpado nunca foi encontrado, mas um ex-zelador que subitamente enriqueceu teve sua casa apelidada de "Villa Cícero".
O memorial George Mason Memorial de 2002, em Washington, D.C., inclui a obra entre os elementos do monumento. De Officiis permanece uma das obras mais populares de Cícero por seu estilo e por retratar a vida política romana da República.